# Latnirivier
Latnirivier (Zweeds: Latnijoki of Látnjejohka) is een rivier die stroomt in de Zweedse  gemeente Kiruna. De rivier verzorgt de afwatering van het Kuohikalmeer. De rivier stroomt naar het zuidoosten, maar draait na 2 kilometer naar het westen. Ze is circa 10 kilometer lang.
Afwatering: Latnirivier → Koomeer → Noordelijke Taalumeer → Zuidelijke Taalumeer → Taalurivier → Korttomeer → Korttobaai → Torneträsk → Torne → Botnische Golf